# Gare de Providence
La gare de Providence est une gare ferroviaire des États-Unis, située sur le territoire de Providence dans l'État du Rhode Island.

## Situation ferroviaire
Elle est située sur le Northeast Corridor, entre New Haven et Boston. Elle est située juste à l'est du capitole de l'État de Rhode Island.

## Histoire
Elle a été construite en 1986, en remplacement de la précédente gare située plus au sud.

## Service des voyageurs

### Desserte
Les liaisons longue-distance qui desservent la gare sont :
- l'Acela Express: train à grande-vitesse Boston (Massachusetts) - Washington (District of Columbia)
- le Northeast Regional: Boston (Massachusetts) - Newport News (Virginie)

### Liaison régionale
- le MBTA: Providence/Stoughton Line